# 阿努帕姆·特里帕蒂
阿努帕姆·特里帕蒂（羅馬化：Anūpam Tripāṭhī，羅馬化：Anupam teuripati，1988年11月2日—）是一名在韓國發展的印度籍演員，因参演《魷魚遊戲》而成名。

## 生平
阿努帕姆·特里帕蒂出生於印度新德里的一個中產家庭。2006年他開始夢想成為一名演員，同時學習表演和唱歌。由於他想發展演藝事業，朋友推薦他申請韓國藝術綜合學校獎學金項目。在他的家人反對之下，阿努帕姆·特里帕蒂2010年前往韓國，在慶熙大學語言中心學習了三個月的韓語。儘管面臨著語言、飲食和文化差異等困難，但他同年仍成功考上了韓國藝術綜合學校，並於2015年畢業。畢業後，他繼續在韓國生活， 與朴素淡是大學同學和好友。他目前正在攻讀碩士學位，在完成論文階段。
2013年，阿努帕姆·特里帕蒂大學三年級的時候開始在韓國演出話劇和廣告。他首次成為主要角色的影視作品是《魷魚遊戲》。
阿努帕姆·特里帕蒂曾出演多部韓劇和電影，多是小配角，包括《機智醫生生活》第一季、《模範的士》、《阿斯達年代記》、《太陽的後裔》、《勝利號》、《第八夜》和《我父親的頌歌》。而《魷魚遊戲》在印度上映並得到高收視後，他家人以他為榮，但阿努帕姆·特里帕蒂的父親已在2017年去世。

## 演出作品

### 電視劇
| 年份 | 片名               | 角色             | 來源     |
| ---- | ------------------ | ---------------- | -------- |
| 2015 | 《豪苟的愛》       |                  | [ 6 ]    |
| 2015 | 《一起吃飯吧2》    | 印度餐廳服務生   | [ 6 ]    |
| 2016 | 《太陽的後裔》     | 給姜醫生送鞋的人 | [ 2 ]    |
| 2017 | 《只是相愛的關係》 | 淑熙的顧客       |          |
| 2019 | 《阿斯達年代記》   |                  | [ 2 ]    |
| 2019 | 《他人即地獄》     | Kumail           |          |
| 2020 | 《機智醫生生活》   | 外國病患的同事   | [ 2 ]    |
| 2021 | 《模範計程車》     |                  | [ 2 ]    |
| 2021 | 《魷魚遊戲》       | 阿里·阿卜杜勒    | [ 4 ]    |
| 2023 | 《歡迎來到王之國》 | 阿拉伯王子       | 特別出演 |
| 2024 | 《IC814》          |                  | [ 7 ]    |
| 2025 | 《勞務師盧武鎮》   | 尼莫             |          |

### 電影
| 年份   | 片名                   | 角色             | 來源        |
| ------ | ---------------------- | ---------------- | ----------- |
| 2014   | 《國際市場》           | 斯里蘭卡工人     | [ 2 ]       |
| 2015   | 《電話》               | 查爾斯           | [ 6 ]       |
| 2016   | 《阿修羅》             | 印度工人         | [ 5 ]       |
| 2016   | 《這個殺手演很大》     | 印度人           | [ 5 ]       |
| 2017   | 《沉默的目擊者》       | 泰國廠長         | [ 6 ]       |
| 2017   | 《心率控制》           | 尼泊爾廚師       | [ 6 ]       |
| 2019   | 《霹靂嬌鋒》           | 阿拉伯三兄弟     | [ 6 ]       |
| 2020   | 《勝利號》             | 沙利文的秘書     | [ 2 ] [ 5 ] |
| 2021   | 《第八夜》             | 打開揚聲器的聲音 | [ 2 ]       |
| 待公布 | 《唱魂：救赎之夜》（창혼: 구원의 밤） |                  |             |

### 舞台劇
| 年份 | 片名       | 角色 | 来源  |
| ---- | ---------- | ---- | ----- |
| 2015 | 《壞小子》 | 玛札 | [ 8 ] |

## 外部連結
- 阿努帕姆·特里帕蒂的Instagram帳戶
- Anupam Tripathi在互联网电影资料库（IMDb）上的資料（英文）